# Eurovision Song Contest 1999
Eurovision Song Contest 1999, česky také Velká cena Eurovize 1999 (či jen Eurovize 1999) byl 44. ročník soutěže Eurovision Song Contest. Soutěž se konala 29. května 1999 v Jeruzalému v Izraeli. Soutěž, organizovaná Evropskou vysílací unií (EVU) a izraelskou veřejnoprávní společností IBA, se konala v International Convention Centre poté, co v předchozím roce vyhrála Dana International s písní „Diva“, moderátory ročníku byli Dafna Dekel, Yigal Ravid a Sigal Shachmon. Soutěže se zúčastnilo 23 zemí. Vítězem se stala švédská zpěvačka Charlotte Nilsson s písní „Take Me to Your Heaven“.
Poprvé od roku 1976 bylo povoleno zpívat v libovolném jazyce a ne pouze v oficiálním jazyce dané země. Vůbec poprvé interprety nedoprovázel orchestr ani jiná forma živé hudby.

## Kvalifikace
Kvůli vysokému počtu zájemců o účast na soutěži byl v roce 1993 zaveden sestupový systém, podle kterého se ročníků mohly zúčastnit ty země, kterým nebyla umožněna účast v předcházejícím roce, a země s nejlepšími výkony za předchozích 5 let. 23 účastníků tak bylo vybráno následovně: pořádající země, vítěz předchozího ročníku, 17 zemí s nejvyšším průměrem a všechny země, které se nezúčastnily minulého ročníku.
Kvůli špatným výkonům se tak ročníku nemohly zúčastnit Finsko, Maďarsko, Makedonie, Portugalsko, Řecko, Slovensko a Švýcarsko. Naopak se po roční pauze vrátili Bosna a Hercegovina, Dánsko, Island, Litva a Rakousko, navíc se v soutěži mělo poprvé představit Lotyšsko. To ale později odstoupilo, místo tak bylo nabídnuto Maďarsku, které ale odmítlo. Jako dalšímu v pořadí byla účast nabídnuta Portugalsku, které nabídku přijalo.

## Výsledky
| Pořadí | Země                | Interpret                     | Skladba                                  | Jazyk                          | Umístění | Body |
| ------ | ------------------- | ----------------------------- | ---------------------------------------- | ------------------------------ | -------- | ---- |
| 1.     | Litva               | Aistė                         | „Strazdas“                               | žemaitština                    | 20.      | 13   |
| 2.     | Belgie              | Vanessa Chinitor              | „Like the Wind“                          | angličtina                     | 12.      | 38   |
| 3.     | Španělsko           | Lydia                         | „No quiero escuchar“                     | španělština                    | 23.      | 1    |
| 4.     | Chorvatsko          | Doris                         | „Marija Magdalena“                       | chorvatština                   | 4.       | 118  |
| 5.     | Spojené království  | Precious                      | „Say It Again“                           | angličtina                     | 12.      | 38   |
| 6.     | Slovinsko           | Darja Švajger                 | „For a Thousand Years“                   | angličtina                     | 11.      | 50   |
| 7.     | Turecko             | Tuba Önal a Grup Mistik       | „Dön Artık“                              | turečtina                      | 16.      | 21   |
| 8.     | Norsko              | Van Eijk                      | „Living My Life Without You“             | angličtina                     | 14.      | 35   |
| 9.     | Dánsko              | Trine Jepsen a Michael Teschl | „This Time I Mean It“                    | angličtina                     | 8.       | 71   |
| 10.    | Francie             | Nayah                         | „Je veux donner ma voix“                 | francouzština                  | 19.      | 14   |
| 11.    | Nizozemsko          | Marlayne                      | „One Good Reason“                        | angličtina                     | 8.       | 71   |
| 12.    | Polsko              | Mietek Szcześniak             | „Przytul mnie mocno“                     | polština                       | 18.      | 17   |
| 13.    | Island              | Selma                         | „All Out of Luck“                        | angličtina                     | 2.       | 146  |
| 14.    | Kypr                | Marlain                       | „Tha'ne erotas“                          | řečtina                        | 22.      | 2    |
| 15.    | Švédsko             | Charlotte Nilsson             | „Take Me to Your Heaven“                 | angličtina                     | 1.       | 163  |
| 16.    | Portugalsko         | Rui Bandeira                  | „Como tudo começou“                      | portugalština                  | 21.      | 12   |
| 17.    | Irsko               | The Mullans                   | „When You Need Me“                       | angličtina                     | 17.      | 18   |
| 18.    | Rakousko            | Bobbie Singer                 | „Reflection“                             | angličtina                     | 10.      | 65   |
| 19.    | Izrael              | Eden                          | „Happy Birthday“                         | hebrejština, angličtina        | 5.       | 93   |
| 20.    | Malta               | Times Three                   | „Believe 'n Peace“                       | angličtina                     | 15.      | 32   |
| 21.    | Německo             | Sürpriz                       | „Journey to Jerusalem – Kudüs'e Seyahat“ | němčina, turečtina, angliština | 3.       | 140  |
| 22.    | Bosna a Hercegovina | Dino a Béatrice               | „Putnici“                                | bosenština, francouzština      | 7.       | 86   |
| 23.    | Estonsko            | Evelin Samuel a Camille       | „Diamond of Night“                       | angličtina                     | 6.       | 90   |